# Лажна застава (2. део)
Епизода Лажна застава (2. део) је 24. епизода 10. сезоне серије "МЗИС: Лос Анђелес". Премијерно је приказана 12. маја 2019. године на каналу ЦБС.

## Опис
Сценарио за епизоду је писао Френк Милитари, а режирао ју је Денис Смит.
Кален, Хана и Раб су затворили неколико осумњичених на Савезу, али су симултано били принуђени да реше иранске снаге које се приближавају ирачкој граници. Сара Меккензи помаже остатку екипе да размрси сложену шпијунску мрежу у коју су умешани покварени руски дипломата, чеченски терористи и јако наметљиви ИДИС. Ерик је растрзан између боравка са Нел и њеном мајком у болници и отклањања терористичке претње и спречавања Трећег светског рата.
У овој епизоди се појављују капетан Хармон Раб мл. и пуковница Сара Мекензи. 

## Ликови

### Из серијеМЗИС: Лос Анђелес
- Крис О’Донел као Гриша Кален
- Данијела Руа као Кензи Блај
- Ерик Кристијан Олсен као Мартин А. Дикс
- Берет Фоа као Ерик Бил
- Рене Фелис Смит као Нел Џоунс
- Линда Хант као Хенријета Ленг
- Ел Ел Кул Џеј као Сем Хана

### Из серијеВојни адвокати
- Дејвид Џејмс Елиот као Хармон Раб мл.
- Кетрин Бел као Сара Мекензи